# Eremophila eversa
Eremophila eversa är en flenörtsväxtart som beskrevs av Chinnock. Eremophila eversa ingår i släktet Eremophila och familjen flenörtsväxter. Inga underarter finns listade i Catalogue of Life.